# مجموعة سيربورت
مجموعة سيربورت ، (مجموعة خدمات الموانئ) ، هي شركة جزائرية حكومية لإدارة الموانئ. 

## تاريخ
في 13 مايو 2022 ، تم إقالة الرئيس التنفيذي لشركة إدارة الموانئ (جروب سيربورت) عاشور جلول ، من منصبه بعد فضيحة خروج حاويات سيارات هيونداي المستوردة من قبل شركة طهكوت في عام 2019. تم فتح تحقيق قضائي في قضية خروج ونقل من ميناء مستغانم التجاري ، في انتهاك للقانون ، من 311 حاوية تحتوي على 1064 سيارة مفككة ، وتقارير وكالة الصحافة الجزائرية نقلا عن الادعاء في محكمة مستغانم. وحل محله الرئيس التنفيذي السابق لشركة ميناء عنابة (إيبان) ، عبد الكريم حركاتي الذي كان سيتم تعيينه مديرا مؤقتا لسيربورت.
في 24 فبراير 2021 ، تم توقيع اتفاقية لتصنيع أول محرك بحري في الجزائر بين مجموعة شركات الجامعات الجزائرية ومجموعة خدمات الموانئ (سيربورت) وشركة قسنطينة للمحركات (إيمو) والمديرية العامة للبحث العلمي والتطوير التكنولوجي. بموجب هذه الاتفاقية ، سيقوم المسؤولون التنفيذيون ومهارات المؤسسات الشريكة بتجميع جهودهم "لتحقيق مشروع تصنيع المحركات البحرية على أساس استراتيجية التكاثر الصناعي بهدف ضمان أكبر معدل تكامل ممكن وخفض فاتورة الاستيراد. في 19 يونيو 2022 ، عين وزير النقل ، عبد الله موندجي ، المدير العام الجديد لمجموعة خدمات الموانئ" سيربورت " ، محمد كريم الدين حرقاتي. وفي تصريح للصحافة ، عقب مراسم التنصيب ، التي جرت خلال الدورة الاستثنائية للجمعية العامة للمجموعة ، حدد الوزير أن " مهمة المدير العام الجديد ، التي تم تنصيبها بعد موافقة رئيس الجمهورية عبد المجيد تبون، يتم تعريفه بوضوح في عقد أداء مدته ثلاث سنوات.
في 30 أبريل 2025 ، أقال وزير النقل سعد صعود محمد كريم الدين حركاتي من منصبه كرئيس تنفيذي لشركة سيربورت ، مشيرا إلى عدم فعالية الإدارة ولا سيما استمرار عدم استخدام المحطة البحرية الجديدة في ميناء عنابة ، الذي تم افتتاحه في عام 2023 وتم بناؤه بتكلفة تزيد عن 4 مليارات دينار. وحل محل حركاتي عبد الكريم رزال ، المسؤول السابق في وزارة النقل ، الذي من المتوقع أن ينشط عمليات الموانئ وسط خطط لطرق بحرية جديدة وتحديث أوسع للقطاع.

## الموانئ التي يتم تشغيلها
- بورتواير دي ألجر
- مشروع بورتواير دي أوشجا أوشا
- مشروع بورتواير عنابة
- بورتواير دوران
- مشروع بورتوار دي سكيكدة
- بورتواير دارزيو
- مشروع بورتوار دي غزوات
- مشروع بورتواير دي تين
- مشروع بورتواير دي جندجين
- مشروع بورتوار دي مستغانم
- بورتواير دي تشيرشيل
- جمعية الموانئ

## اتحاد العاصمة الجزائر
في 2 مارس 2020، أُعلن أن مجموعة سيربورت قد اشترت أسهم نادي إترهب حداد والتي بلغت 94.34٪.   أعلن حليم حمودي، الأمين العام لشركة سيربورت، في مؤتمر صحفي، أنه سيتم إطلاق مشروع عين بنيان ومقر النادي قريبًا. وقال أيضًا إن الهدف هو تحقيق ألقاب قارية، وليس فقط الألقاب المحلية. وفي وقت سابق، قال عاشور جلول المدير العام لشركة سيربورت، إنهم سيستثمرون ما بين 1.2 و1.3 مليار دينار سنويًا، بينما سيكلف مشروع مركز التدريب 1.4 مليار دينار .
في 13 مايو 2020، أعلن عاشور جلول أنه وقع مع عنتر يحيى ليكون المدير الرياضي الجديد لمدة ثلاث سنوات وعبد الغني هدي كمدير عام جديد.  في 31 يوليو 2020، تحدث عبد الغني هدي عن بعض الصحف ورد عليها وعلى الأخبار الكاذبة حول قيمة شراء أسهم اتحاد العاصمة الجزائر، حيث قال إن المبلغ كان 2 مليار دينار أي حوالي 13 مليون يورو، وللعلم فإن شركة سيربورت هي شركة قابضة تدير ممتلكات الدولة في خدمات الموانئ الجزائرية. إنها تحقق رقم أعمال يقارب 500 مليون يورو سنويًا، مقابل ربح صافٍ يتراوح بين 25 و40 مليون يورو. 
في 15 مارس 2021 ، تم إطلاق الأعمال الإنشائية لمركز تدريب اتحاد العاصمة الجزائرية رسميا ، صرح المدير الفني المركزي والإنتاج رشيد دوح أن قطعة الأرض تحتوي على 30000 متر مربع ، وستضم مقر النادي ملعبين داخل القاعة غرفتين لتغيير الملابس وملعبين مع العشب الصناعي. سيتم تنفيذ الأعمال من قبل إيب باتيميتال ، سئل عن الإذاعة الوطنية الجزائرية حول انسحاب محتمل من مجموعة سيربورت ، أكد عاشور جلول أن الشركة العامة ليس لديها نية للانفصال عن اتحاد الجزائر. بعد ضغوط كبيرة من أنصار يطالبون بتغيير جذري داخل التنظيم الإداري للنادي.
في 22 يونيو 2024، اجتمع مجلس إدارة اتحاد العاصمة/اتحاد الجزائر لكرة القدم في مقر مجموعة سيربورت، حيث تقرر تعيين عثمان سهبان، رئيس مجلس إدارة اتحاد العاصمة الجزائر، خلفًا لكمال حسينة الذي استقال من منصبه.  وعلى نفس المنوال، اختارت سيربورت لاعب روج ايه نوار السابق، حمزة كودري ، منسقًا رياضيًا.  وفي اليوم التالي، عيّن عثمان سهبان مصطفى لعروسي أمينًا للفريق الأول. شغل لعروسي هذا المنصب سابقًا في اتحاد العاصمة الجزائر. 

## الرعاية
في 7 يناير 2024، أعلن الاتحاد الجزائري لكرة القدم عن توقيع بروتوكول شراكة مع مجموعة سيربورت. تهدف هذه الشراكة إلى تطوير كرة القدم ودعم المنتخبات الوطنية، في شراكة تمتد من عام 2024 إلى عام 2026.   

## روابط خارجية
- الموقع الرسمي لمجموعة SERPORT